# Kiến tạo sơn
Kiến tạo sơn hay tạo núi  đề cập đến sự tạo thành núi tự nhiên, và có thể được nghiên cứu như là (a) đối tượng kiến tạo cấu trúc, (b) đối tượng địa lý, và (c) đối tượng niên đại học. Các sự kiện tạo núi (a) gây ra các cấu tạo đặc biệt và hoạt động kiến tạo liên quan, (b) ảnh hưởng tới các khu vực đá và vỏ nhất định, và (c) xảy ra trong một khoảng thời gian rõ ràng.
Các sự kiện tạo núi là trường hợp duy nhất như là kết quả của hoạt động kiến tạo mảng; các tồn tại đã được khảo sát và giải đáp thông qua việc nghiên cứu về kiến tạo sơn đã đóng góp rất lớn cho học thuyết kiến tạo mảng đó là 2 nghiên cứu về địa lý học thực vật và động vật, và sống núi giữa đại dương vào thập niên 1950 và 1960.
Các điểm biểu hiện tự nhiên của hoạt động tạo núi là các đai kiến tạo sơn hay các đai tạo núi. Một đai tạo núi thì khác với một dãy núi, trong đó, đai tạo núi có thể bị bào mòn một cách hoàn toàn, và chỉ có thể nhận ra khi nghiên cứu các đá cổ chứa các dấu vết của doạt động tạo núi. Đai tạo núi thường là các dãy đá hình vòng cung kéo dài, mỏng hay còn gọi là cấu tạo dạng tuyến bao gồm các đá khối tảng bị biến dạng và bị phân cách bởi các đứt gãy nghịch. Các đứt gãy nghịch này mang theo các vết xước tương đối mỏng từ lõi của đai tạo núi ngắn về phía rìa, và có mối quan hệ nguyên thủy với nếp uốn và sư phát triển của hoạt động biến chất.
Độ cao địa hình của các dãy núi từ hoạt động này liên quan đến nguyên tắc đẳng tĩnh, mà ở đó trọng lực của dãy núi (vật liệu vỏ lục địa) được cân bằng với lực đẩy nổi của nó trên manti.
Bào mòn chắc chắn làm mất đi hầu hết các phần bên trên các dãy núi làm lộ lõi của nó lên trên bề mặt hay lộ rễ dãy núi (các đá biến chất được mang từ dưới sâu lên trên mặt với khoảng cách khoảng vài km). Quá trình này có thể được giúp sức bởi các chuyển động đẳng tĩnh nhằm cân bằng với lực đẩy nổi trong quá trình xảy ra kiến tạo sơn. Có trang luận gay gắt cho rằng sự bào mòn đã làm thay đổi các kiểu mẫu của sự biến dạng kiến tạo (xem bào mòn và kiến tạo). Do đó, hình dạng cuối cùng của phần lớn các đai kiến tạo sơn cổ là một dãy kéo dài các vằn đá biến chất kết tinh nằm bên dưới các trầm tích trẻ hơn bị đảo ngược lại và hướng cắm hướng xa ra lõi đai tạo núi.